# 1944 Günter
1944 Günter è un asteroide della fascia principale. Scoperto nel 1925, presenta un'orbita caratterizzata da un semiasse maggiore pari a 2,2394102 UA e da un'eccentricità di 0,2373148, inclinata di 5,48917° rispetto all'eclittica.
L'asteroide è dedicato a Günter Reinmuth, figlio dello scopritore